# マイク・シロタ
マイケル・ジョゼフ・シロタ（Michael Joseph Sirota, 2003年6月16日 - ）は、 アメリカ合衆国ニューヨーク州ナッソー郡ミネオラ出身のプロ野球選手（外野手）。右投右打。MLBのロサンゼルス・ドジャース傘下所属。

## 経歴

### プロ入り前
2021年のMLBドラフト16巡目（全体492位）でロサンゼルス・ドジャースから指名されたが、この時は契約せずにノースイースタン大学へ進学した。

### プロ入りとレッズ傘下時代
2024年のMLBドラフト3巡目（全体87位）でシンシナティ・レッズから指名され、プロ入り。この年の公式戦出場は無かった。

### ドジャース傘下時代
2025年1月6日にギャビン・ラックスとのトレードで、MLBドラフト戦力均衡ラウンドAの指名権と共にドジャースへ移籍した。

## プレースタイル
俊足、強肩、好守を備え、守備や走塁面を売り物としている。打撃面ではスウィングスピードの向上が望まれており、成長すればシーズン15～20本塁打も見込めると評されている。

## 家族
ニューヨーク・ヤンキースで16年間プレーし、通算236勝を挙げてアメリカ野球殿堂入りも果たしたホワイティ・フォードは大叔父にあたる。